# 岡塚敦子
岡塚敦子（英語：Atsuko Okatsuka，日语：／，1988年5月27日—），美國女性單口喜劇演員。她在2022年被《綜藝》雜誌列為「十大必看喜劇演員」之一。

## 家庭和早年生活
岡塚敦子的母親是臺灣人，父親是日本人。她出生於臺灣，在日本度過童年，在10歲時與母親和祖母移居美國，當了7年的非法移民。

## 事業
2012年，她與Jenny Yang和Yola Lu組建了「Dis/orient/ed Comedy」，據稱是美國首個全亞裔女性的單口喜劇巡迴演出，首演場選在位於洛杉磯小東京的黃哲倫劇場（David Henry Hwang Theater）。
2019年，她在帕莎蒂娜的The Ice House喜劇俱樂部遇到地震的一場演出爆紅，因而引起關注。她因在地震發生時讓觀眾能保持冷靜，還即興對地震開了玩笑而受到讚揚。
2020年發佈了首張專輯《But I Control Me》，由Comedy Dynamics出品。她在Quibi平台製作主持了日式遊戲節目《Let's Go Atsuko》。《Paste》雜誌稱她的喜劇風格「有著孩子般的質感，伴隨著由複雜且具挑戰性的成長經歷塑造出的舞台形象」。
2021年11月1日在《詹姆斯·柯登深夜秀》登場演出，這是她首度登上深夜秀節目。這場演出受到《Vulture》讚賞，稱其在首播當週「贏得了深夜秀」（won late night）。
2022年9月，參加2022年Life is Beautiful音樂藝術節。
2022年12月10日，她的首個單口喜劇特輯《The Intruder》在HBO和HBO Max首播，在《紐約時報》的「2022年最佳喜劇」被評選為「最佳出道作」（Best Debut），被《Vulture》列為2022年最佳喜劇特輯之一。

## 外部連結
- 官方网站
- YouTube上的岡塚敦子頻道
- 岡塚敦子的X（前Twitter）